# Eleonora Lemeny-Rozvány
Eleonora Lemeny-Rozvany (sau Lemeny-Rozvan) (n. 15/28 aug. 1885, Săliște/Sibiu - d. 20 mai 1949, București) a fost profesoară în Sibiu și membră a Partidului Social Democrat și singura femeie aleasă în Marele Sfat Național Român din Transilvania din 1 decembrie 1918.
Eleonora Lemeny, cu studii în filosofie, limbi și istorie la universitățile din Cluj și Geneva, a fost doctor în Filosofie și Litere (prima femeie cu acest titlu de la UBB) și promotoare a mișcării feministe, a fost în Consiliul Dirigent Român din Transilvania consilier de secție în Resortul Ocrotirilor Sociale și Igienă, reprezentând Partidul Social Democrat din Transilvania, membru marcant în cadrul ASTRA.
În 1912 s-a căsătorit cu activistul socialist Eugen Rozvan. Trupul ei a fost incinerat.